# Blue Bayou
Pour les articles homonymes, voir Blue Bayou (homonymie).
Pour plus de détails, voir Fiche technique et Distribution.
Blue Bayou est un court métrage d'animation américain réalisé par Walt Disney Productions, sorti initialement le 20 avril 1946, comme une séquence du film La Boîte à musique,.

## Synopsis
Un oiseau majestueux se pose dans le marais pour s'envoler ensuite dans le clair de lune.

## Fiche technique
- Titre original : Blue Bayou
- Réalisateur : Jack Kinney
- Voix : The Ken Darby Chorus (chanteurs)
- Producteur : Walt Disney
- Production : Walt Disney Productions
- Distributeur : Buena Vista Pictures
- Date de sortie : Dans La Boîte à musique : 20 avril 1946
- Format d'image : Couleur (Technicolor)
- Son : Mono
- Musique : Ray Gilbert, Bobby Worth
- Durée : 4 min
- Langue : (en)
- Pays :  États-Unis

## Commentaires
Ce film était prévu à l'origine comme une séquence de Fantasia (1940),, cette séquence basée sur Clair de lune de Claude Debussy contient un air chanté par le Ken Darby Chorus. La séquence originale nommée Clair de lune a été éditée en bonus sur le DVD de Fantasia. L'orchestre de Benny Goodman était constitué ainsi : Benny Goodman : clarinette ; Cozy Cole : percussion ; Sid Weiss : contrebasse ; Teddy Wilson : piano.
Pour Maltin, ce film est agréable à regarder et une bonne présentation des techniques d'effets d'animation mais que la séquence aurait été meilleure sous sa forme originale, le Clair de lune de Fantasia.
La séquence originale nommée Clair de lune a été éditée sur DVD.